# Allain et Niguet
Automobiles Allain et Niguet war ein französischer Hersteller von Automobilen.

## Unternehmensgeschichte
Das Unternehmen aus Le Kremlin-Bicêtre begann etwa 1921 mit der Produktion von Automobilen. Der Markenname lautete AN. 1923 endete die Produktion.

## Fahrzeuge
Das einzige Modell war ein Cyclecar. Für den Antrieb sorgte ein wassergekühlter Zweizylindermotor in V-Form mit 994 cm³ Hubraum. Die Motorleistung wurde mittels einer Kardanwelle übertragen. Das Getriebe verfügte über zwei Gänge.